# Princess Megonondo
Princess Mikhaelia Audrey Megonondo (née le 30 août 2000) est une mannequin indonésienne qui a remporté le titre de Miss Indonésie 2019.